# TPz 1 Fuchs
TPz 1 Fuchs od Transportpanzer 1 Fuchs (z niem. Lis) – niemiecki kołowy transporter opancerzony.
Transportery Fuchs weszły na wyposażenie Bundeswehry w roku 1979 stając się obok transportera M113 podstawowym środkiem transportu piechoty na polu walki. Na podstawie transportera Fuchs opracowano wiele wersji specjalistycznych. Szczególnie ceniony jest wóz w wariancie rozpoznawania skażeń NBC, który jest zaliczany do najlepszych pojazdów tego typu na świecie.
Fuchsy sukcesywnie począwszy od 2009 roku, zastępowane są w armii niemieckiej przez nowsze transportery Boxer.

## Historia
Powstała po II wojnie światowej Bundeswehra w początkowym okresie do transportu żołnierzy na polu walki używała amerykańskich transporterów opancerzonych Halftrack oraz brytyjskich Universal Carrier. W roku 1960 Bundeswehra przyjęła na wyposażenie nowoczesne amerykańskie transportery opancerzone M113, wkrótce też rozpoczęto poszukiwania transportera kołowego.
Określanie głównych założeń zakończono w roku 1963, a w roku 1964 Ministerstwo Obrony RFN złożyło oficjalne zamówienie na następujące pojazdy kołowe: transporter w układzie 6×6, wóz rozpoznawczy (8×8) i pojazd patrolowy (4×4). W pracach projektowych wzięły: Daimler-Benz oraz jako jedno biuro konstrukcyjne Büssing, Henschel, Klöckner-Humboldt-Deutz, Krupp i Maschinenfabrik Augsburg-Nürnberg.
W roku 1969 przedstawiono ostateczne wymagania dla pojazdu w układzie 6×6. Pojazdem bazowym miał być transporter piechoty i w oparciu o niego miały powstać wersje specjalistycznie. Transporter piechoty miał odpowiadać m.in. następującym wymaganiom:
- układ jezdny 6×6 o nacisku na jedną oś rzędu 4 ton
- zdolność pływania
- wyposażenie w system ochrony NBC
- przystosowanie do transportu 10 żołnierzy lub ładunku o masie min. 2 t.

Po przeprowadzeniu testów opracowanych prototypów oznaczonych jako LG493 (Daimler-Benz) i Lkw 6×6 (wspólne biuro konstrukcyjne) uznano wyższość konstrukcji LG493. Po przeprowadzeniu kolejnych testów wojskowych przez Bundeswehrę uznano, że pojazd LG493 spełnia jej wymagania w zakresie mobilności, ochrony przed ostrzałem i odłamkami oraz ładowności.
Dostawy nowych transporterów Transportpanzer 1 „Fuchs” dla Bundeswehry rozpoczęto w roku 1979. Pierwsze zamówienie opiewało na 966 sztuk z zamiarem produkcji ok. 160 pojazdów rocznie. Produkcją pojazdów zajęła się firma Thyssen-Henschel.

## Konstrukcja
Kadłub pojazdu podzielono na trzy przedziały: kierowania, napędowy i desantowy. Wymiary przedziału desantowego wynoszą 3,2×2,5×1,25 m (długość, szerokość, wysokość). Opancerzenie kadłuba zapewnia ochronę przed ostrzałem z broni strzeleckiej oraz odłamkami pocisków artyleryjskich. Z przodu pojazdu umieszczona jest szyba pancerna, przez którą kierowca i dowódca obserwują przestrzeń przed wozem. W razie potrzeby szyba zasłaniana jest osłoną pancerną i wtedy do obserwacji używane są peryskopy. W wyniku doświadczeń wyniesionych z misji ONZ w Somalii i Jugosławii opracowano system dodatkowego opancerzenia pojazdu, który znacząco zwiększa poziom ochrony. Pojazdy z nowym opancerzeniem po raz pierwszy użyto podczas misji IFOR w Bośni.
Konstrukcja była następnie ulepszana w kolejnych wersjach. W wersji TPz 1A8 polepszono ochronę przeciw minom i improwizowanym ładunkom wybuchowym, na podstawie doświadczeń niemieckiego kontyngentu wojskowego w Afganistanie – wzmocniono opancerzenie podłogi, wprowadzono podwieszane siedzenia i wprowadzono inne ulepszenia. Pierwszy transporter tej wersji przekazano w marcu 2008.
Przedział desantowy żołnierze mogą opuścić przez dwuczęściowe drzwi umieszczone z tyłu pojazdu.
Pojazd napędzany jest silnikiem wysokoprężnym z turbodoładowaniem Mercedes-Benz OM402A o mocy 320 KM przy 2500 obr./min. Silnik jest zintegrowany z układem napędowym, ponadto możliwa jest wymiana całego tego segmentu w czasie 30 minut. Zastosowana skrzynia biegów posiada sześć biegów do przodu i jeden wstecz.
W wodzie pojazd napędzany jest przez dwa pędniki wodne umieszczone za tylnymi kołami. Prędkość pojazdu w wodzie regulowana jest obrotami silnika, a pędniki są obracane, co umożliwia skręcanie w wodzie. Pokonywanie przeszkód wodnych ułatwia falochron podnoszony hydraulicznie.
Pojazd posiada układ przeciwpożarowy, który obejmuje tylko przedział napędowy i składa się z dwóch butli wypełnionych Halonem 1211 (każda o masie 5,5 kg).

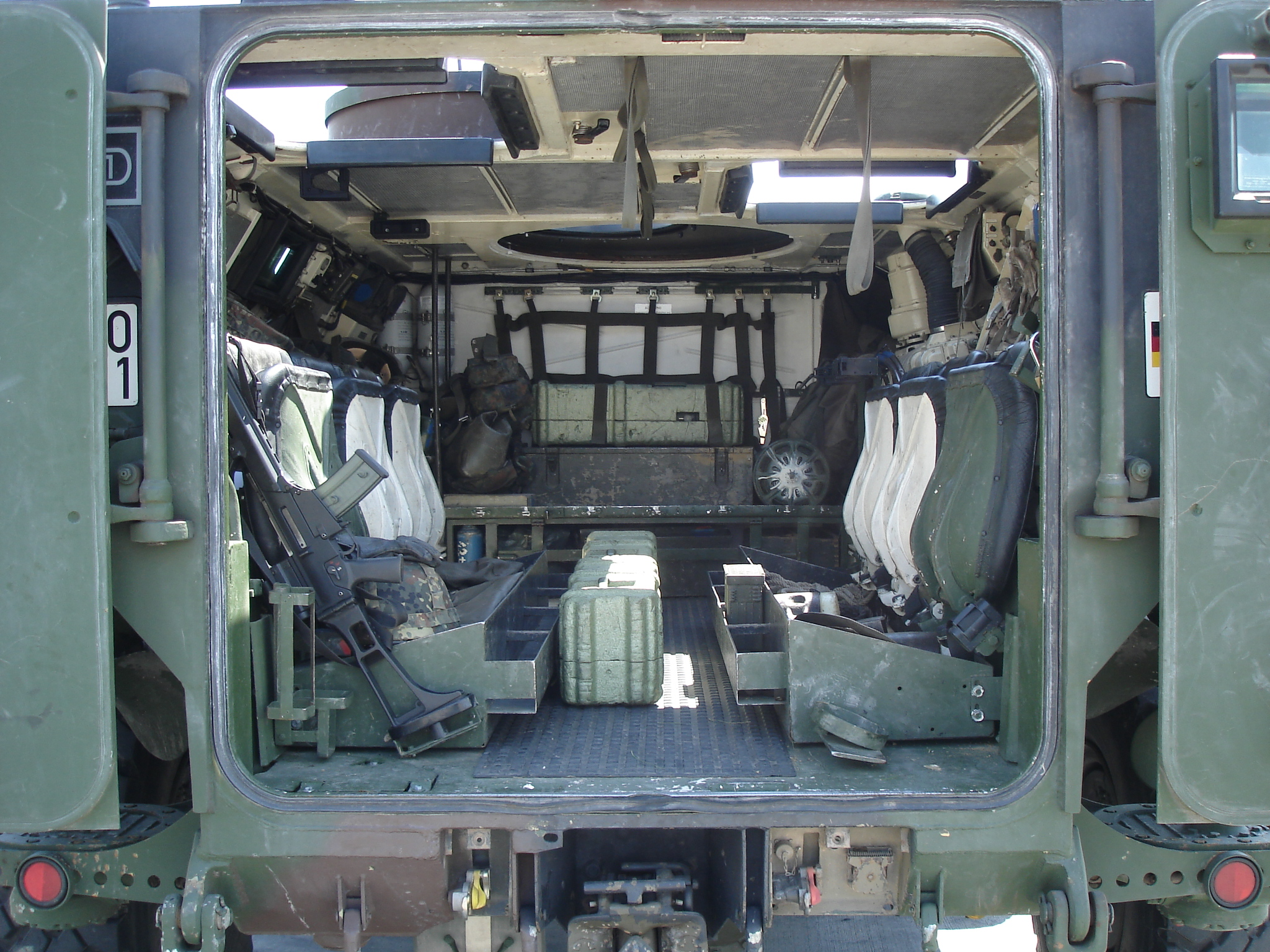
Przedział desantowy
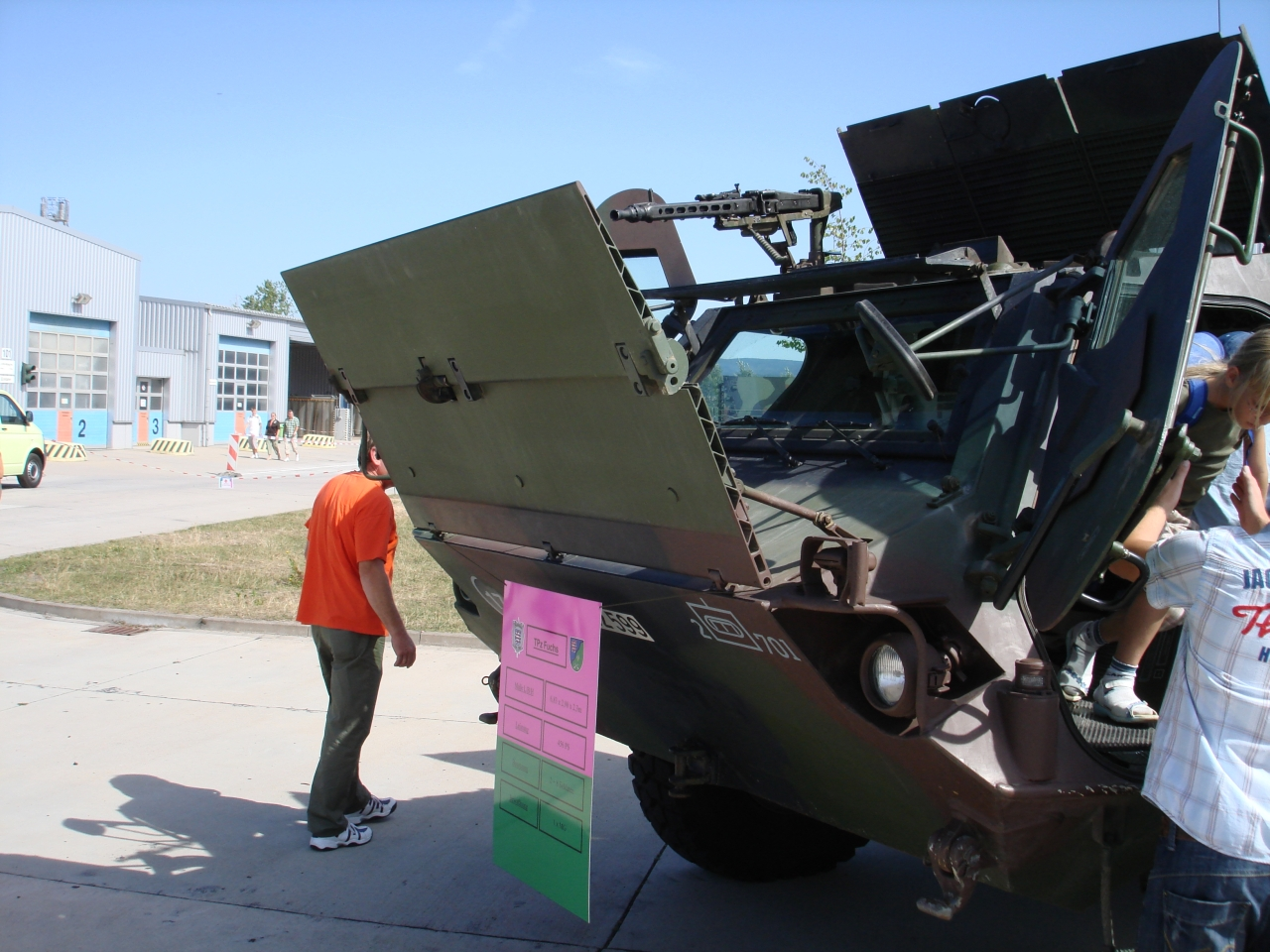
Rozkładany falochron
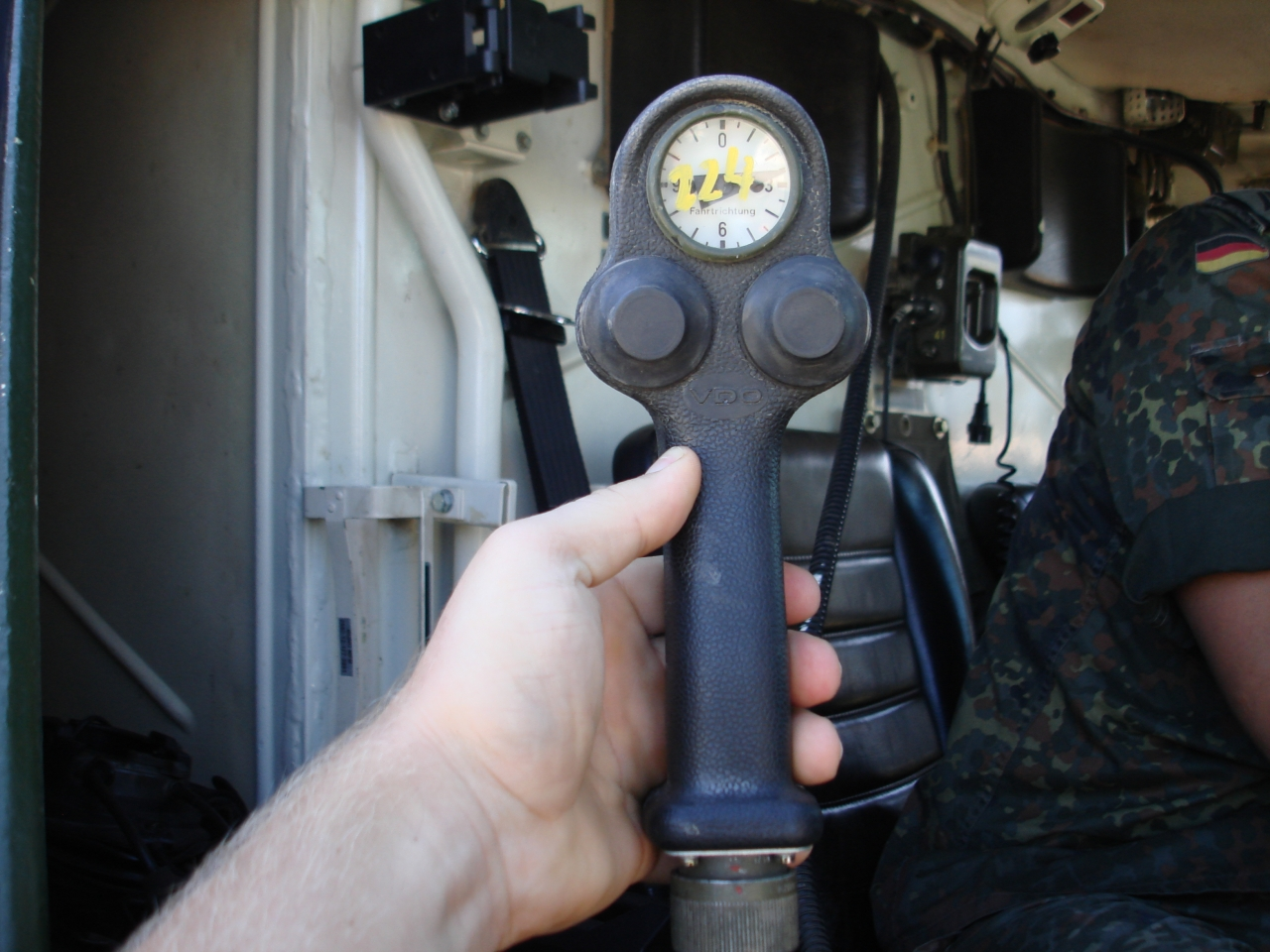
Drążek do sterowania pędnikami wodnymi

## Warianty i modyfikacje

### Warianty wojskowe

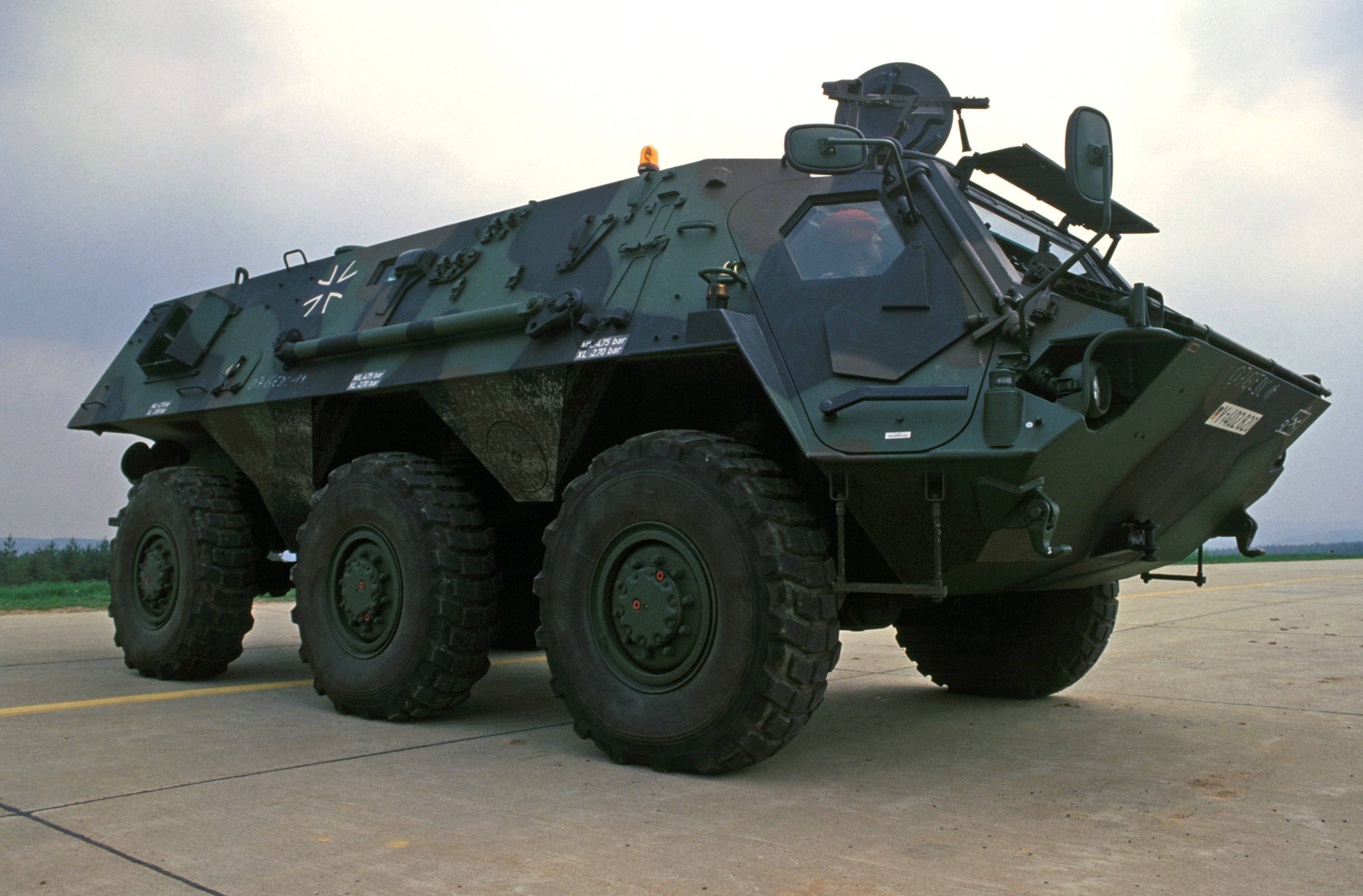
SpürFuchs w służbie niemieckiej, rok 1985

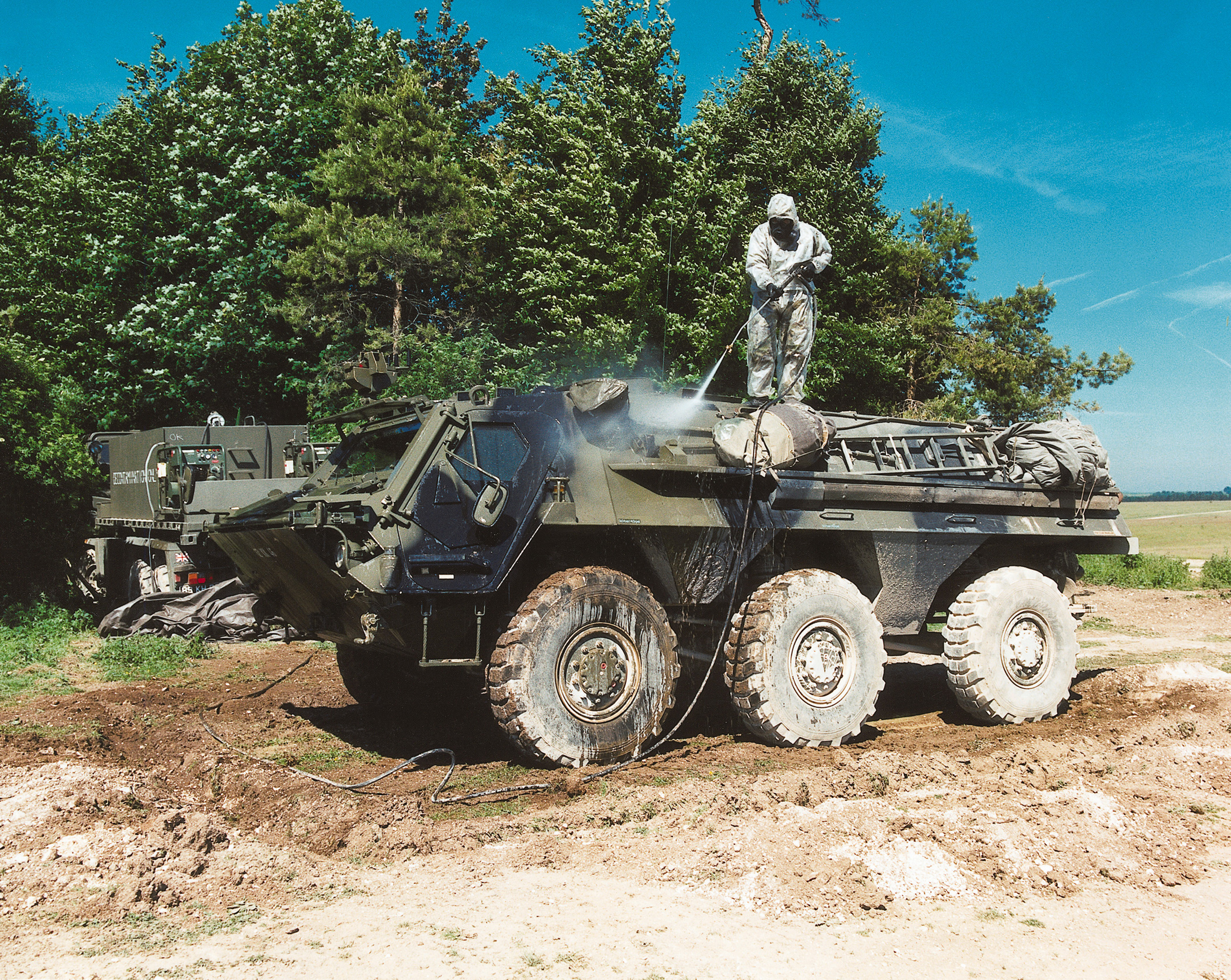
Brytyjski SpürFuchs, rok 2005

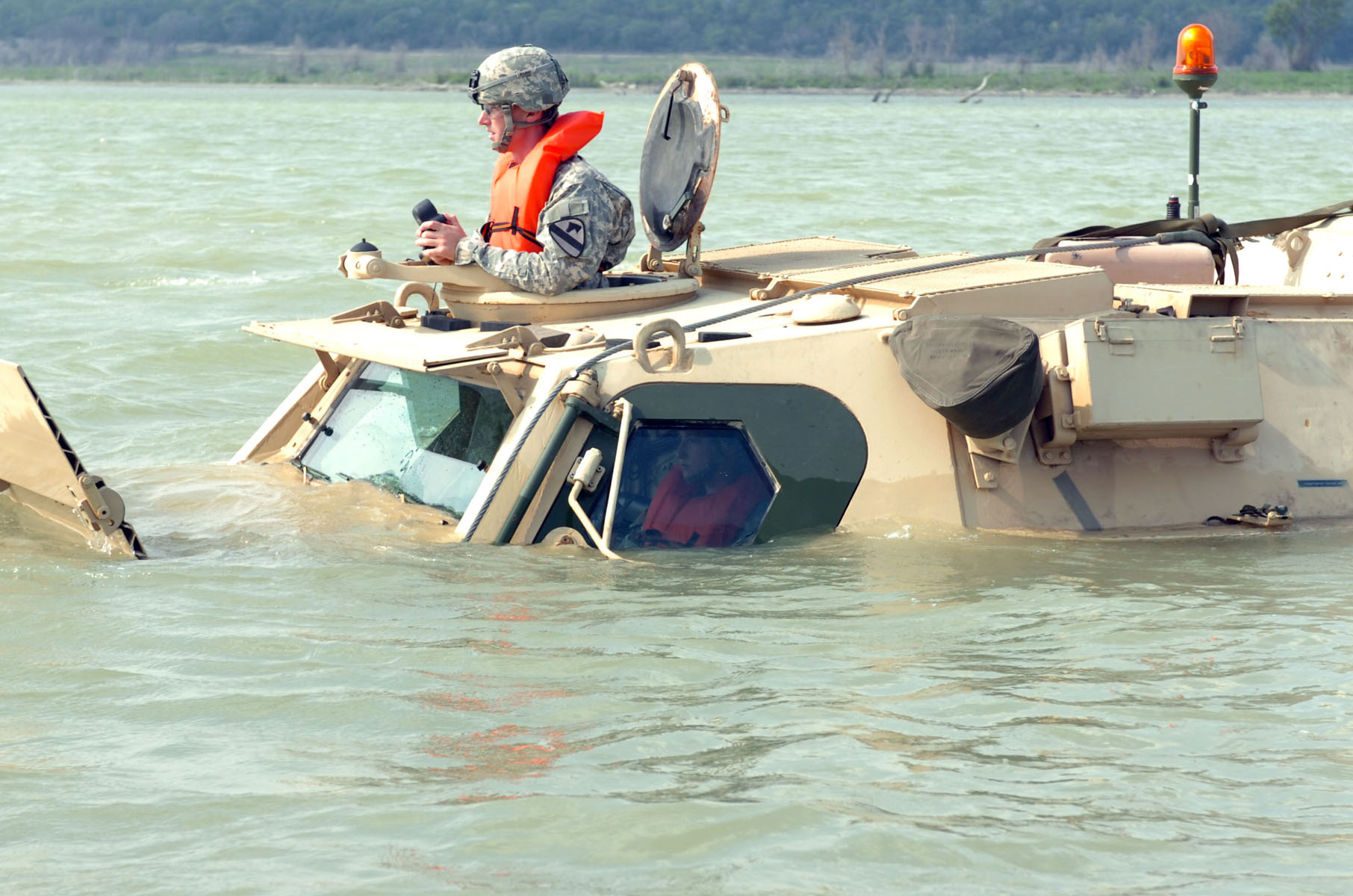
M93 Fox w służbie amerykańskiej, rok 2008

- LG493 – prototyp opracowany przez firmę Daimler-Benz w latach 60. XX wieku[1]
- TPz 1 Fuchs – wariant podstawowy przyjęty do Bundeswehry (transporter opancerzony)[1]
- Pojazd dowodzenia FüFu – wariant dowódczy z rozbudowanym systemem łączności, wyposażony w generator o mocy 5 kW[1]
- Pojazd sanitarny – wariant sanitarny zdolny przewozić czterech rannych leżących lub leżących i czterech siedzących[1]
- Pojazd ze stacją zakłócającą Hummel VHF JAMMER – stacja zagłuszająca. Pojazd niewyposażony w pędniki[1]
- Pojazd walki elektronicznej HELAS – wariant przeznaczony do walki elektronicznej. Pojazd niewyposażony w pędniki[1]
- Pojazd z namiernikiem radiowym GSP 3601 HF/VHF, pojazd niewyposażony w pędniki[1]
- Pojazd z radarem RASIT – samobieżny radiolokator artyleryjski[3]
- SpürFuchs – pojazd rozpoznania skażeń NBC. Pojazd ten jest używany w US Army pod nazwą M93 Fox[1][7]
- Pojazd ochrony lotnisk – wersja wyposażona w jednoosobową wieżę TS-15 z armatą kal. 20 mm i karabinem maszynowym kal. 7,62 mm. Wzmocniono, także przednie opancerzenie[1]
- Wóz inżynieryjny – pojazd przeznaczony do przewozu saperów, min i sprzętu do rozminowywania[3]
- Wóz z radarem RATAC – pojazd prototypowy[1]

### Warianty cywilne
- Redfox – pojazd pożarniczy[1]
- Smartfox – pojazd analizy zanieczyszczeń i skażeń środowiska[1]
- Recofox – pojazd przeznaczony do prac w ciężkich warunkach terenowych[1]

### Modyfikacje
- Fuchs 8×8 – prototyp transportera Fuchs w układzie 8×8 opracowany dla armii holenderskiej. Projekt nie wyszedł poza stadium prototypu[1].
- Fuchs 2 – zmodernizowany pojazd opracowany na podstawie transportera Fuchs przez firmę Rheinmetall Landsysteme. Testy transporterów Fuchs 2 rozpoczęto w roku 2001, a pierwszy zmodernizowany pojazd w wariancie NBC dostarczono do odbiorcy wojskowego (Zjednoczone Emiraty Arabskie) w roku 2007[2].

## Użytkownicy
- Niemcy: Bundeswehra (od 1979)[1]
- Wenezuela 10 pojazdów zmodernizowanych do potrzeb wenezuelskiej armii[a] (od 1983)[1]
- Stany Zjednoczone: US Army i USMC – zamerykanizowany wariant SpürFuchs pod nazwą M93 Fox i M93A1 Fox[b], produkowany w USA[1][8]
- Arabia Saudyjska: 30 pojazdów w wariancie NBC (od 1991)[9].
- Holandia: m.in. pojazd walki elektronicznej HELAS (od 1993)[1]
- Wielka Brytania: British Army – pojazdy w wariancie NBC[10]